# Ditassa poeppigii
Ditassa poeppigii är en oleanderväxtart som beskrevs av Fourn.. Ditassa poeppigii ingår i släktet Ditassa och familjen oleanderväxter. Inga underarter finns listade i Catalogue of Life.